# Фальки, Станислао
Станисла́о Фа́льки (итал. Stanislao Falchi; 29 января 1851, Терни, Умбрия — 14 ноября 1922, Рим) — итальянский композитор и музыкальный педагог.

## Биография
Начал заниматься музыкой в своём родном городе под руководством Челестино Маджи, затем учился в Риме у Сальваторе Мелуцци  и Этторе Пинелли.
В 1877 году был одним из основателей Лицея Санта-Чечилия — музыкальной школы при Национальной Академии Санта-Чечилия. В том же году начал преподавать в академии, сначала хоровое пение, затем гармонию, с 1890 года вёл класс композиции. В 1902—1915 годах — директор Лицея. Одновременно с этим в 1883—1916 годах курировал хоровое пение в системе муниципального образования Рима.
Автор трёх опер, поставленных на римской сцене: «Лорелея, фламандская легенда» (итал. Lorhelia; 1878, по мотивам Клеменса Брентано), «Джудитта» (1887) и «Тартини, или Трель дьявола» (о выдающемся итальянском скрипаче, итал. Tartini o il Trillo del Diavolo; 1899).
Среди многочисленных учеников Фальки — Бернардино Молинари, Витторио Гуи, Карло Джорджо Гарофало, Франческо Сантоликвидо, Адриано Луальди.
В родном городе Фальки его именем названа площадь (итал. Largo Stanislao Falchi).